# Dugga
Dugga (nyugati nyelvekben gyakran Dougga) egy berber, pun és római település volt Tunézia északi részén, a mai Téboursouk közelében. A jelenlegi régészeti lelőhely kb. 75 hektárt fed le. Az UNESCO 1997-ben a világörökség részévé, mint "a legjobb állapotban fennmaradt római kisváros Észak-Afrikában".

## Történet
A története leginkább a római hódítás után ismert, bár a római kor előtti emlékek, mint például a nekropolisz, a líbiai-pun mauzóleum és az ásatások során feltárt templomok tanúskodnak a város fontosságáról már a rómaiak érkezése előtt. 
A római annektálása előtt több mint hat évszázadon át létezett, és valószínűleg a numidiai királyság első fővárosa volt. A római uralom alatt virágzott, de a bizánci és az iszlám korszakban már hanyatlott.
Az africai római provincia részeként a 3. században élte virágkorát. 

## A romok
Jól megőrzött műemlékei és gazdag numidiai - berber, pun, ókori római és bizánci öröksége kivételessé hellyé teszik. Több mint 17 évszázados történelemnek lehetünk itt tanúi.
A helyszínen található leghíresebb műemlékek közé tartozik a mauzóleum, a Capitolium, a római színház, a fórum és a fürdő maradványa, valamint a Szaturnusz és a Juno Caelestis temploma.
Számos emlék árulkodik a város egykori mindennapjairól. A Küklopsz fürdő illemhelyén márványlapokból kialakított árnyékszék is fennmaradt. A feltárások több mint kétezer feliratot is napvilágra hoztak, nagyobb részüket mészkőbe, a többit márványba vésték. A líbiai, pun, a kétnyelvű, görög és latin felirat döntően hozzájárult az ősi líbiai nyelv megfejtéséhez.

## Galéria

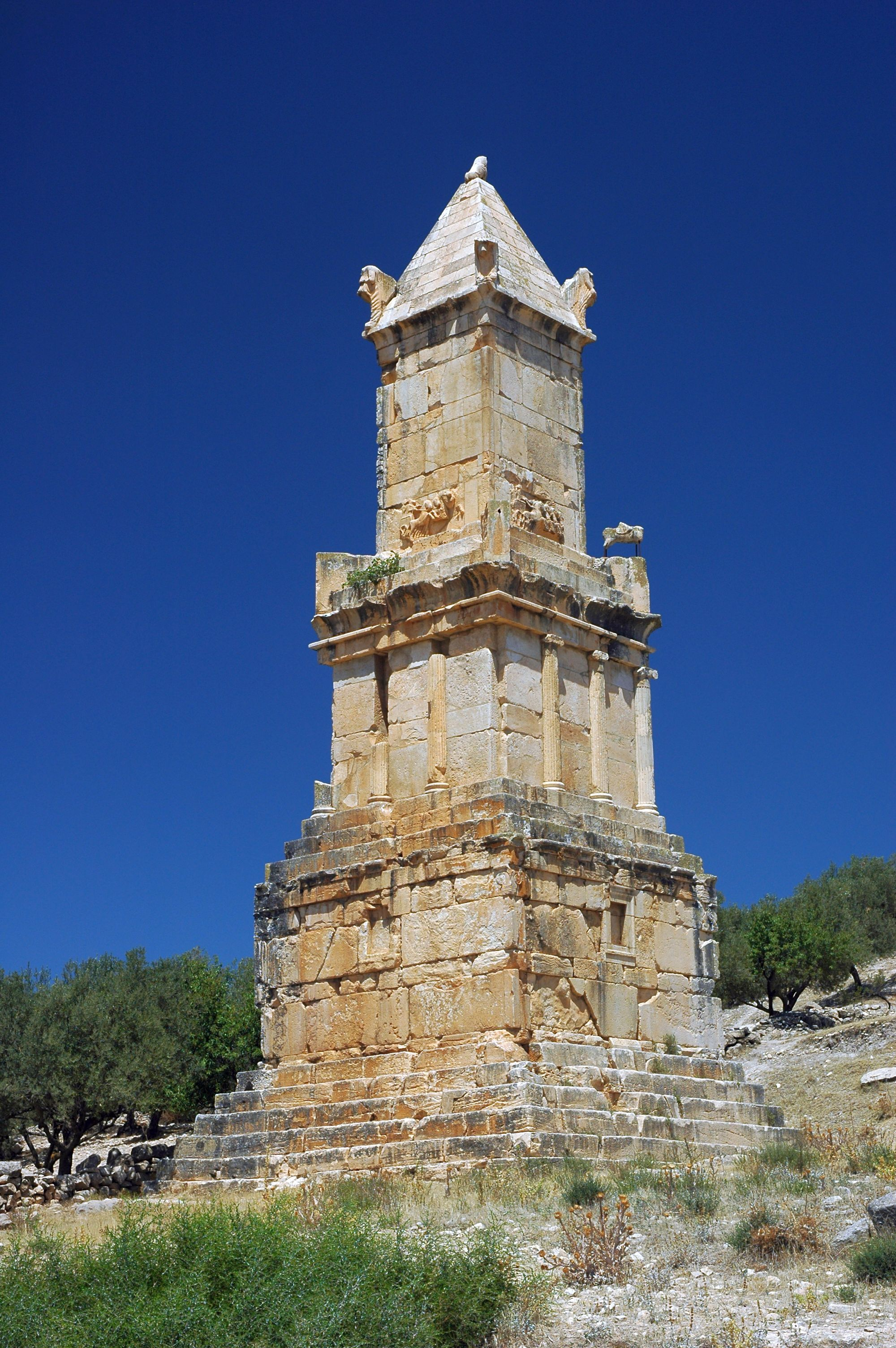
Líbiai-Pún mauzóleum
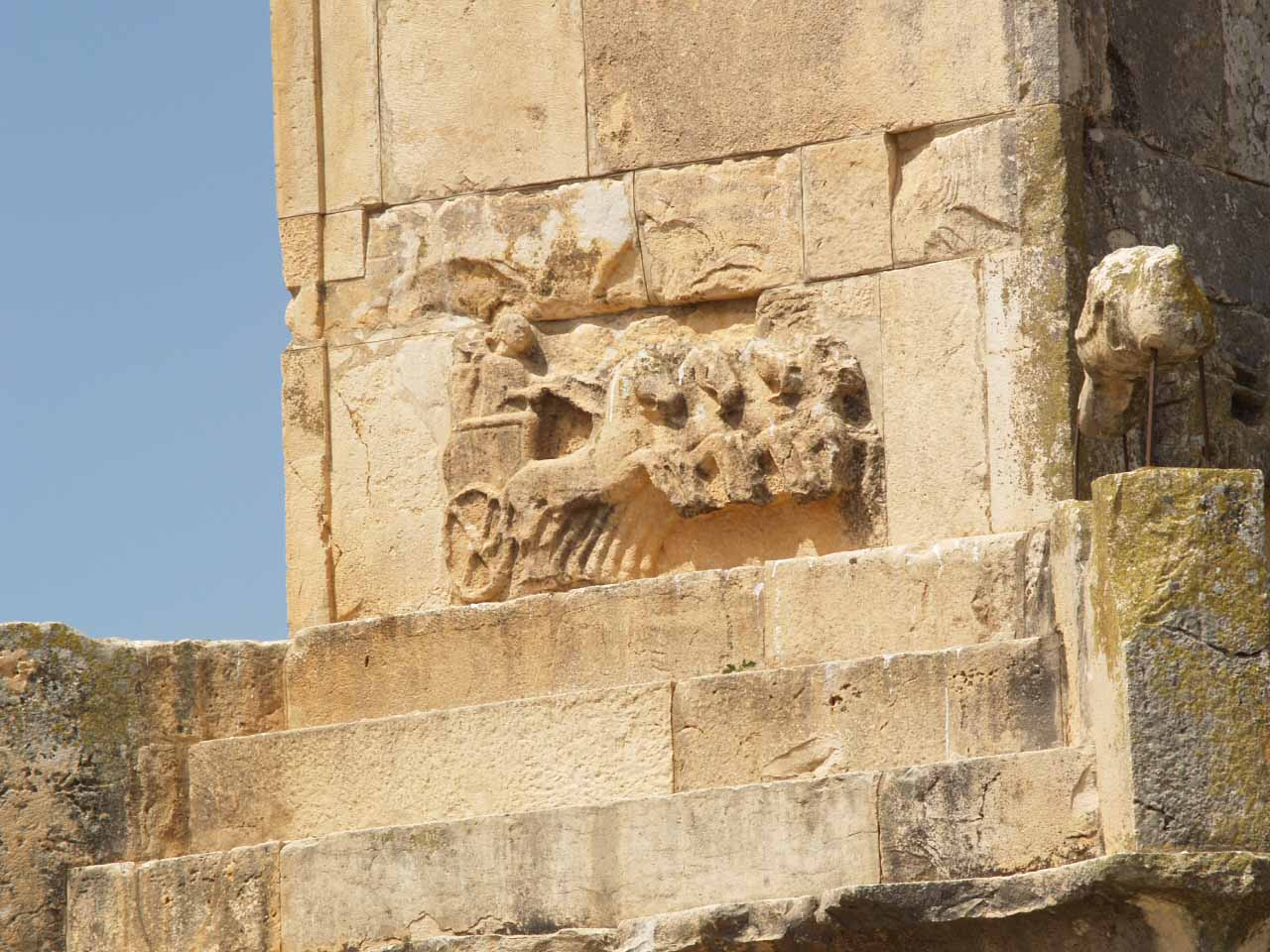
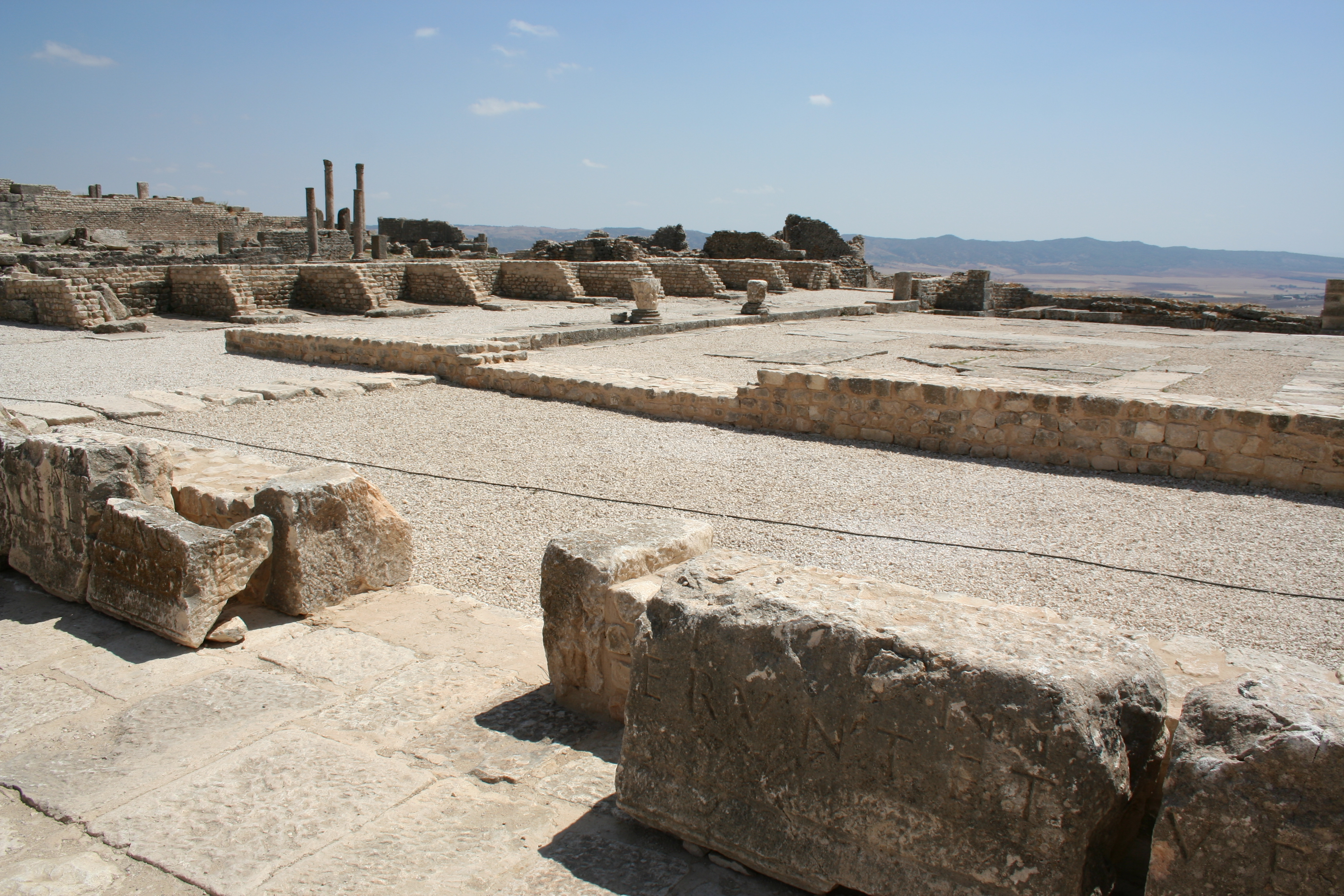
Kilátás a piac maradványaira
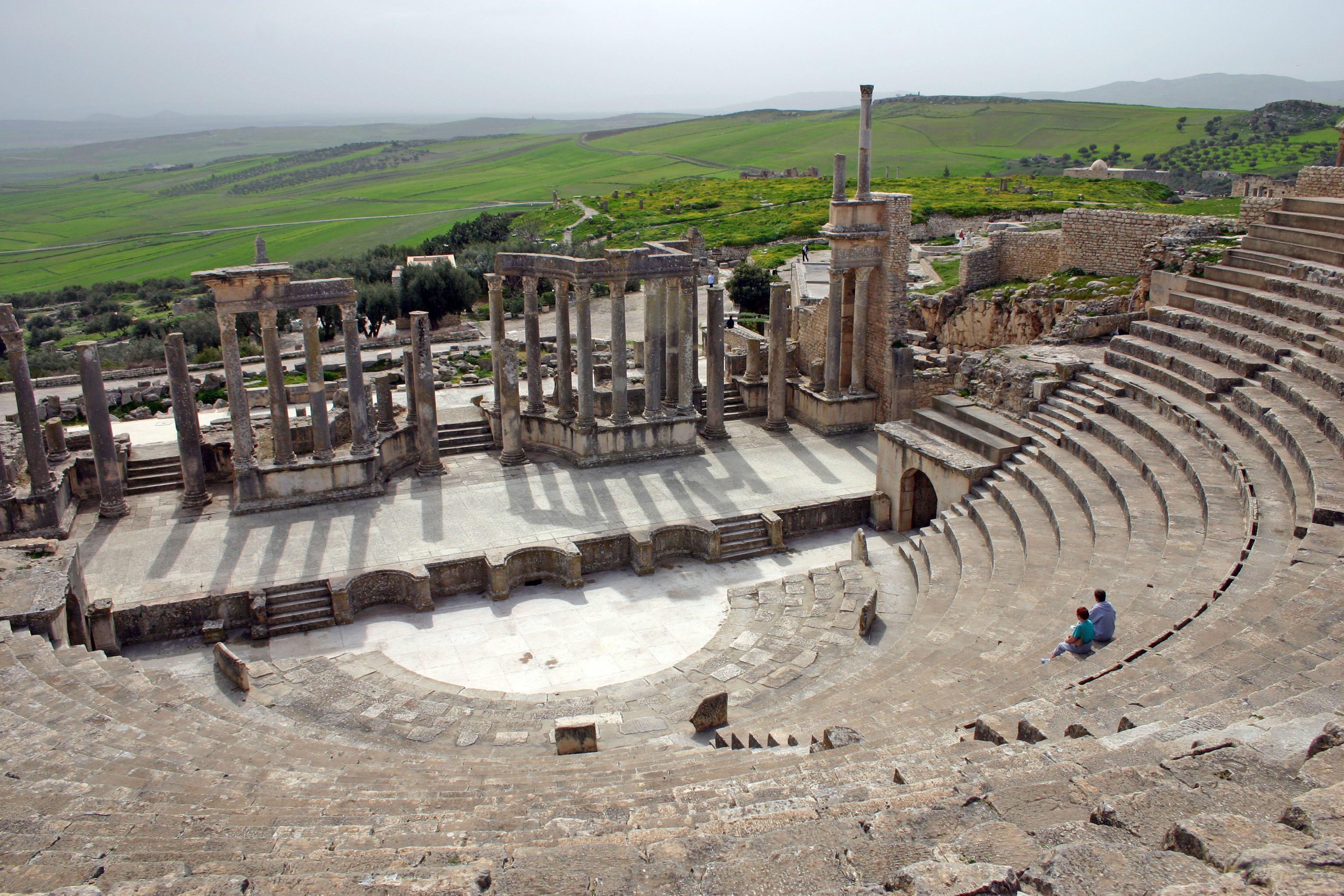
A színház
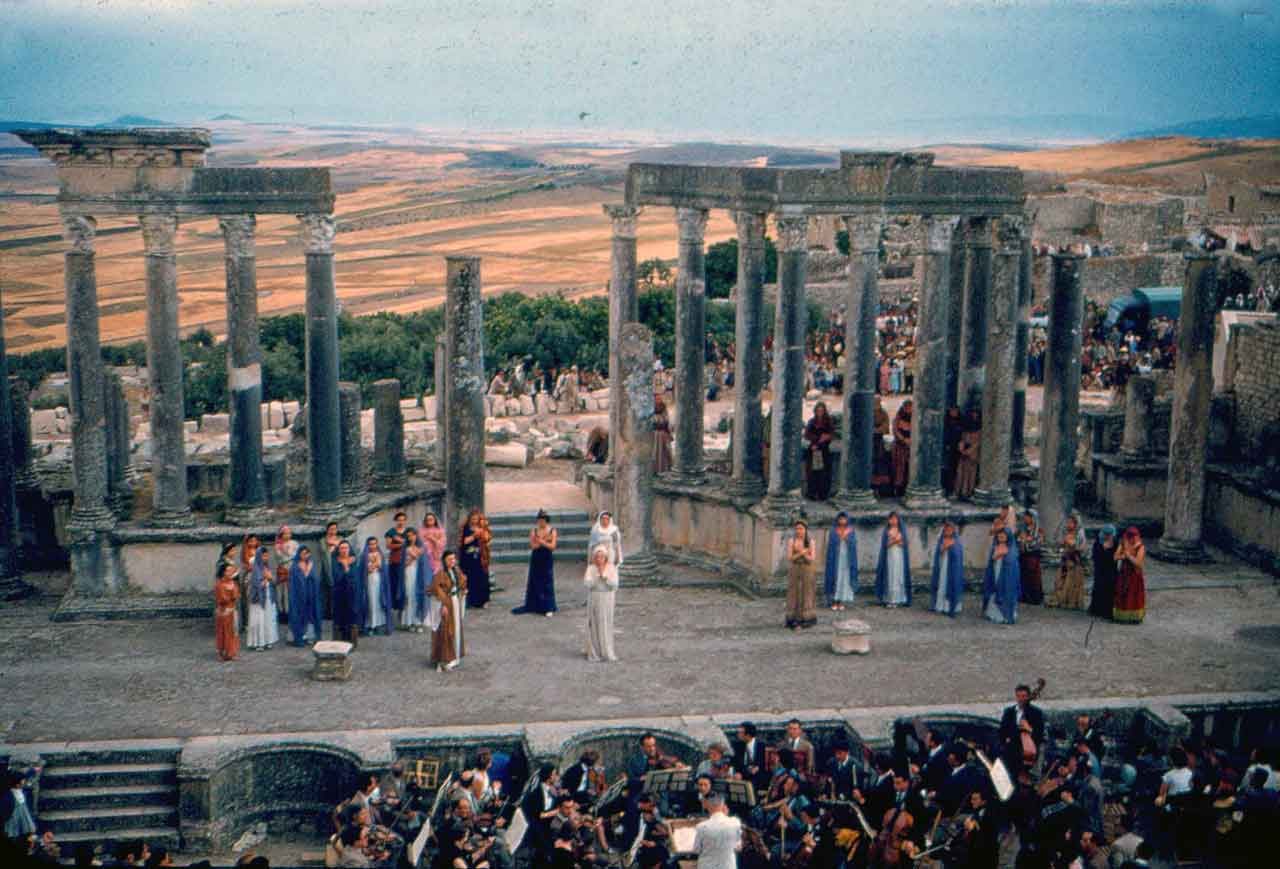
Színházi előadás
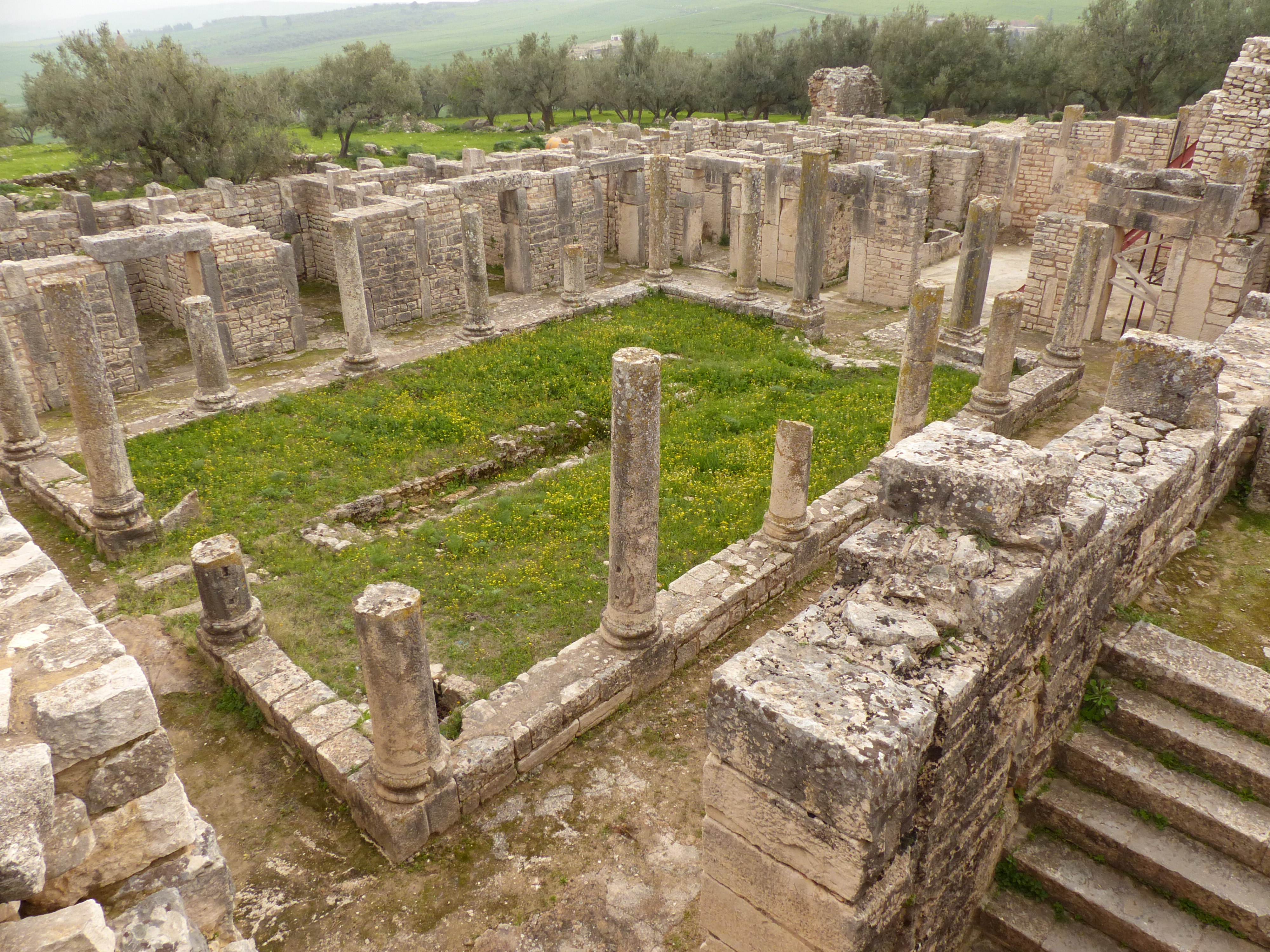
Egy villa udvarának maradványa
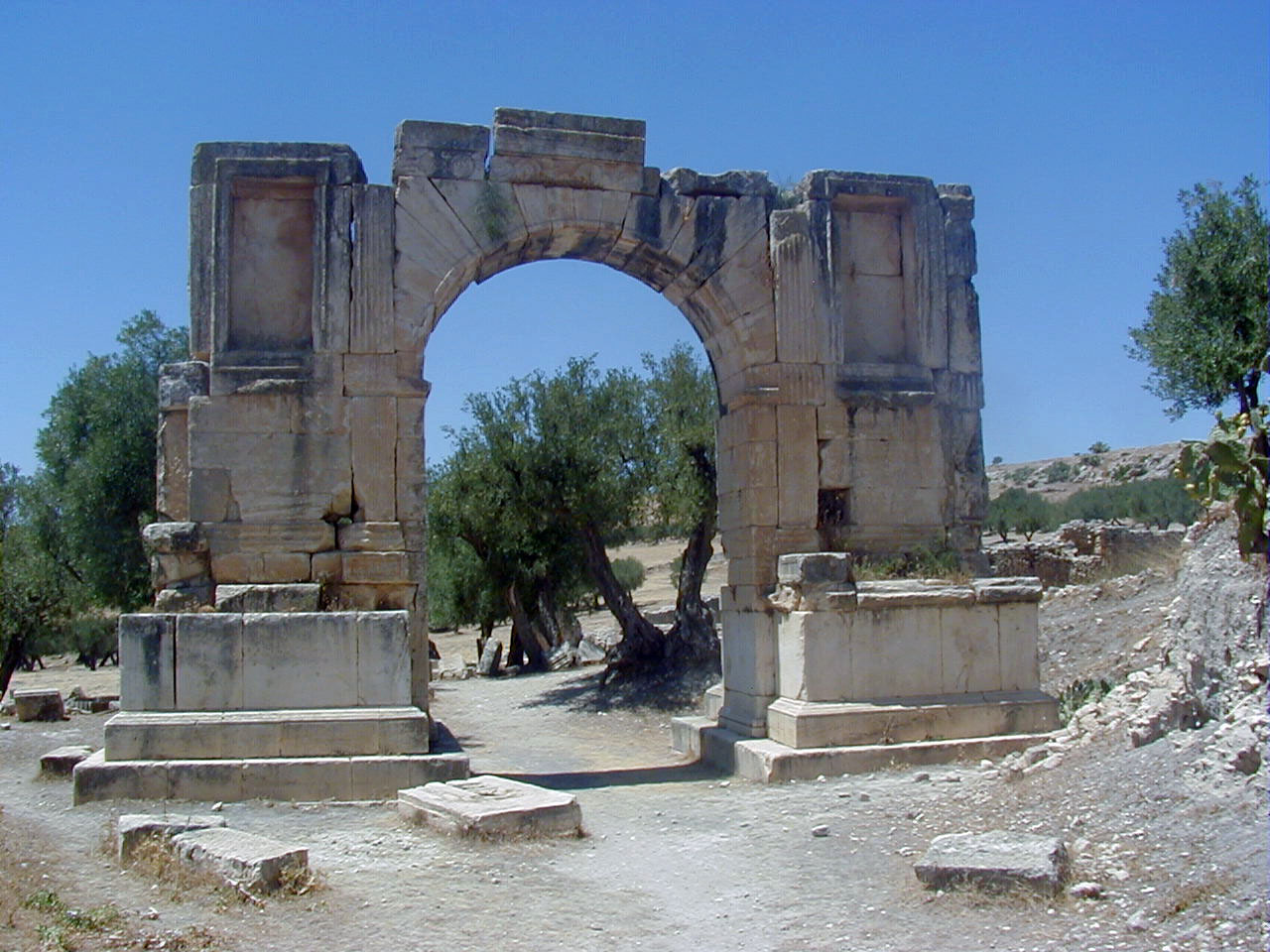
Római maradvány
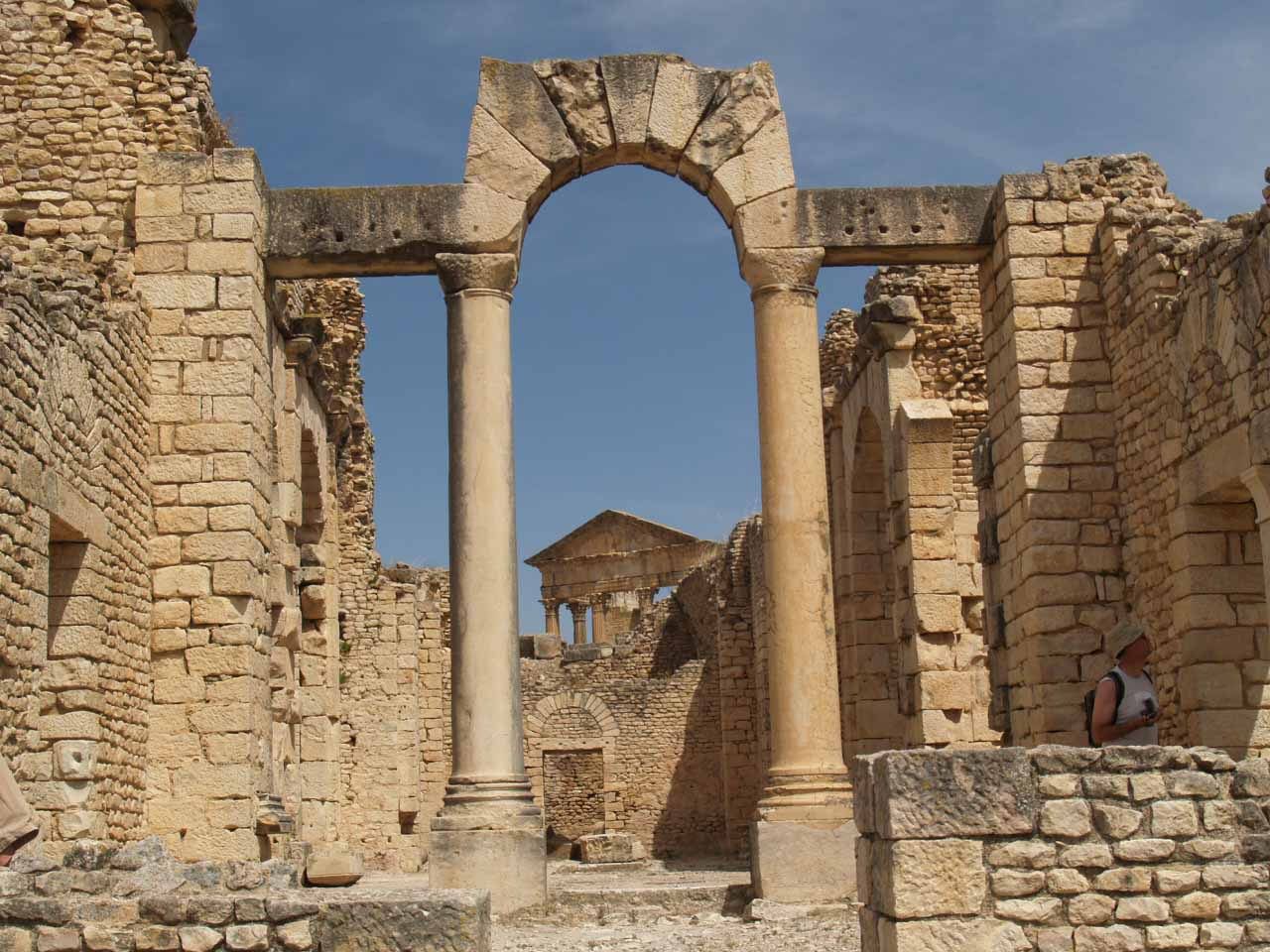
A Capitolium
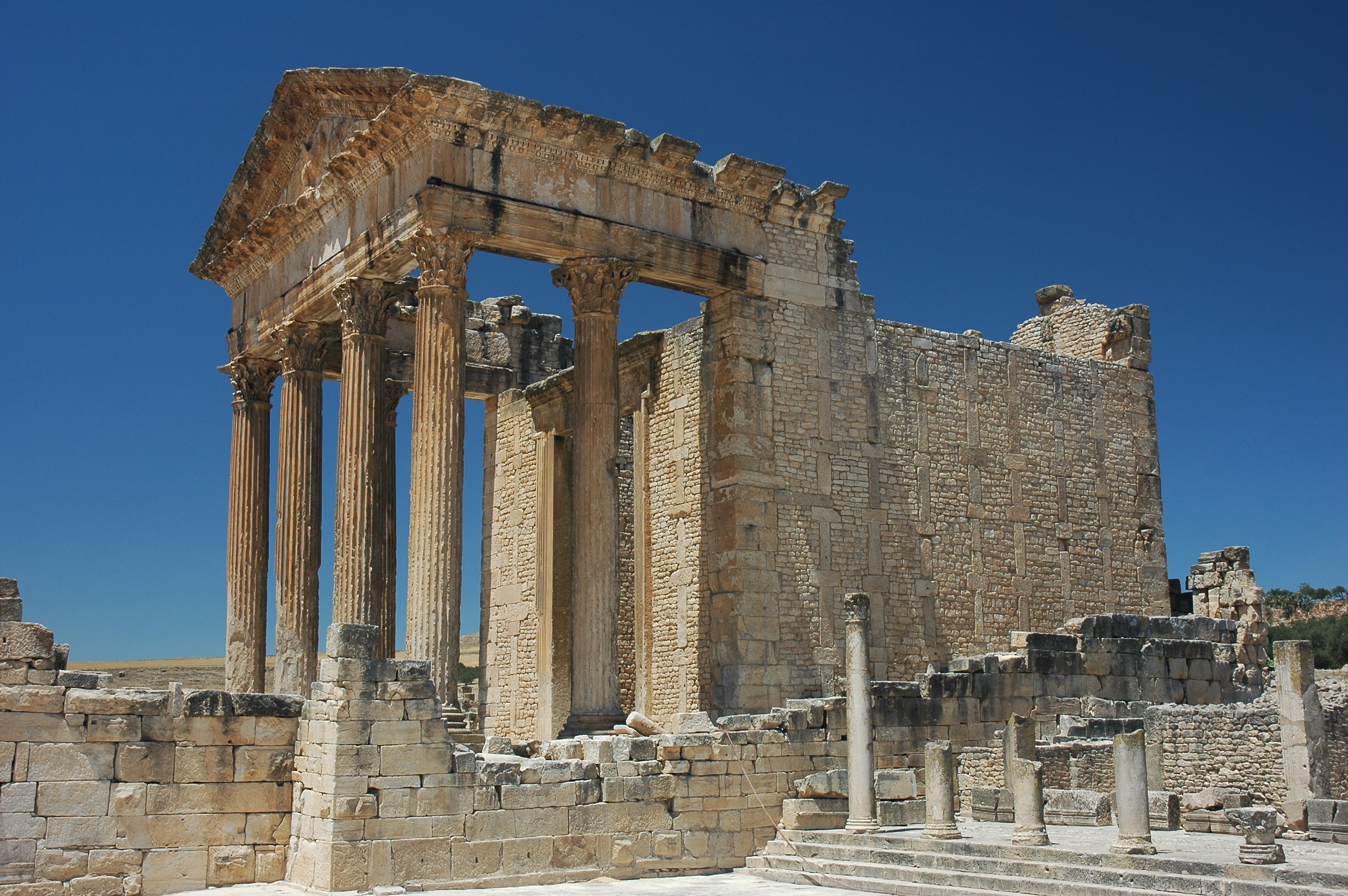
A Capitolium
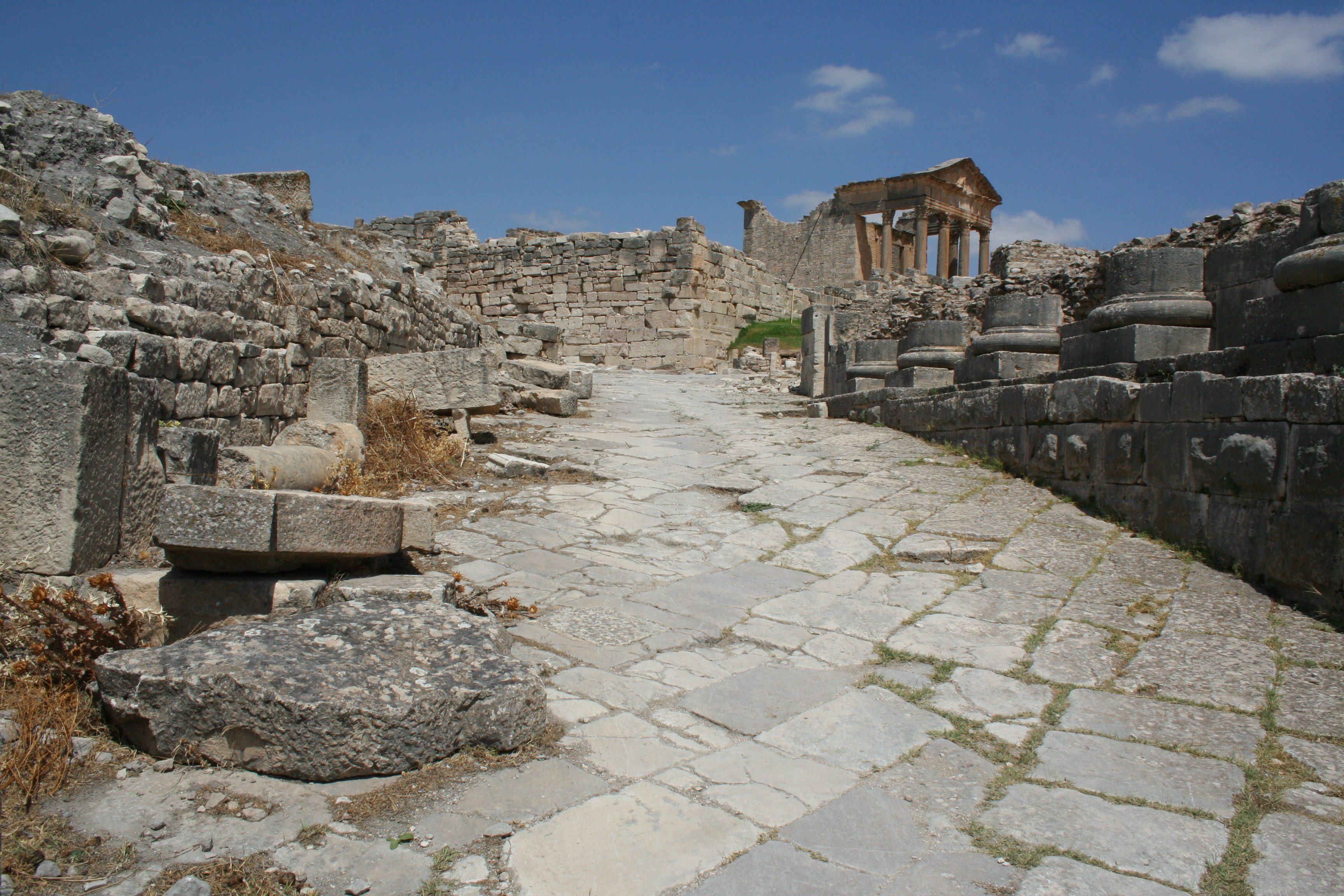